# Epameinōndas Samartzidīs
Epameinōndas Samartzidīs, detto Nōntas (in greco Επαμεινώνδας "Νώντας" Σαμαρτζιδης?; Salonicco, 9 settembre 1965 – Epidauro, 22 giugno 1996), è stato un pallanuotista e nuotatore greco.

## Biografia
Nato a Salonicco, cresce nella locale polisportiva dell'Aris, mettendosi in luce nella squadra di nuoto e pallanuoto. Con la prima squadra raggiunge la finale di Coppa di Grecia nel 1985, uscendo sconfitto per 8-7 dall'Ethnikos: a fine stagione passerà a giocare proprio nella squadra del Pireo. Ha vinto 2 scudetti (1988 e 1994), 2 Coppe di Grecia e per due volte (1988 e 1989) è stato capocannoniere della Serie A segnando rispettivamente 56 e 59 reti.

In Nazionale ha totalizzato 319 presenze, partecipando ai Giochi olimpici di Seul e di Barcellona, a due edizioni della Coppa del Mondo, a due Mondiali e a ben quattro Europei.
È morto il 22 giugno 1996 ad Archea Epidauro, annegando in seguito ad un tuffo. Ogni anno, alla sua memoria, viene organizzata la Samartzidis Cup, torneo riservato alle nazionali maschili di pallanuoto.